# بن نوجنت
بن نوجنت (انگلیسی: Ben Nugent؛ زادهٔ ۲۹ نوامبر ۱۹۹۲) بازیکن فوتبال اهل بریتانیا است.
از باشگاه‌هایی که در آن بازی کرده‌است می‌توان به باشگاه فوتبال پیتربورو یونایتد، باشگاه فوتبال یئوویل تاون، باشگاه فوتبال کرو آلکساندرا، باشگاه فوتبال برنتفورد، و باشگاه فوتبال کاردیف سیتی اشاره کرد.